# Felipe Ruvalcaba
Felipe Ruvalcaba Cisneros (* 16. Februar 1941 in La Experiencia, Jalisco; † 4. September 2019), auch bekannt unter den Spitznamen El Príncipe und Pipis, war ein mexikanischer Fußballspieler, der in der Offensive zum Einsatz kam.

## Biografie

### Verein
Seine Jugendzeit verbrachte er beim Club Deportivo Imperio; einem Verein seines Viertels, aus dessen Nachwuchs eine Reihe von Talenten hervorgegangen ist. 
Seine Profikarriere begann er 1960 beim Club Deportivo Oro, einem Verein aus der Nachbarstadt Guadalajara, mit dem er 1962/63 mexikanischer Meister wurde. 1967 wechselte er zum Deportivo Toluca FC, mit dem er gleich in seiner ersten Saison 1967/68 noch einmal die Meisterschaft gewann. 

### Nationalmannschaft
Erstmals in den Kreis der mexikanischen Nationalmannschaft berufen wurde „Pipis“ Cisneros im Rahmen der Fußball-Weltmeisterschaft 1962, bei der er jedoch nicht zum Einsatz kam. 
Sein Länderspieldebüt feierte er am 24. März 1963 bei einem der peinlichsten Auftritte der Mexikaner, als „el Tri“ bei den Niederländischen Antillen mit 1:2 unterlag. Sein einziges Länderspieltor war der wichtige Ausgleichstreffer zum 1:1-Endstand gegen Costa Rica am 6. April 1965. Sein letztes Länderspiel absolvierte er am 14. März 1967 beim 1:0-Sieg gegen Haiti. 
Dazwischen wurde er bei der Weltmeisterschaft 1966 erneut in den mexikanischen WM-Kader berufen, kam aber auch diesmal nicht zum Einsatz.
Außerdem war er Teil der mexikanischen Auswahl bei den Olympischen Spielen 1964 in Tokio, bei denen seine Mannschaft aber schon in der Vorrunde scheiterte.

## Erfolge
- Mexikanischer Meister: 1962/63, 1967/68
- Mexikanischer Supercup: 1963, 1968